# Binnish
Binnish (tiếng Ả Rập: بنش, cũng đánh vần Binsh) là một thành phố ở phía tây bắc Syria, thuộc chính quyền của Tỉnh Idlib, nằm ở phía bắc Idlib. Các địa phương lân cận bao gồm Kafriya và Maarrat Misrin ở phía tây bắc, al-Fu'ah ở phía bắc, Ta'um và Taftanaz ở phía đông bắc, Iffis ở phía đông nam và Sarmin ở phía nam. Theo Cục Thống kê Trung ương Syria (CBS), Binnish có dân số 52.000 người trong cuộc điều tra dân số năm 2011. Cư dân của nó chủ yếu là người Hồi giáo Sunni.